# AZUR Das Kreuzfahrtmagazin
Azur – Das Kreuzfahrtmagazin war eine quartalsmäßig erscheinende Illustrierte aus dem Verlag Deutsche Mediengestaltung GmbH mit Sitz in Hamburg.
Die Druckauflage wird mit 30.000 Exemplaren angegeben; davon waren laut Verlag 10.000 Bordexemplare auf Flügen von Air Berlin. Das Magazin befasst sich mit See-, Fluss- und Expeditionskreuzfahrten. Es erschienen umfangreiche Reise-Reportagen. Das Magazin erscheint jeweils im März, Juni, September und Dezember im ersten Monatsdrittel.